# Enrique Palacios
Enrique Palacios (Caracas, 22 maggio 1975) è un modello venezuelano.

## Carriera
Enrique Palacios inizia la sua carriera nel mondo della moda nel 1995 e in seguito a un contratto con l'agenzia di moda Karin Models France, si trasferisce a Parigi. Diventa piuttosto noto nell'ambiente grazie alle campagne pubblicitarie di Tommy Hilfiger, Dolce & Gabbana, Grigio Perla, Neiman Marcus e soprattutto del profumo Armani Code. Nel 2005 insieme a Gabriel Aubry, Jason Shaw, Mark Vanderloo e Alex Lundqvist è apparso in un servizio di L'Uomo Vogue, fotografati da Walter Chin, riguardante i modelli maschili di maggior successo.
Dopo essere stato legato con la modella Naomi Campbell, Enrique Palacios ha sposato la modella ed attrice Verónica Schneider.

## Agenzie
- Wilhelmina Models - New York
- NEXT Model Management - Vienna
- Why Not Model Agency